# Walerij Kornijenko
Walerij Kornijenko, ros. Валерий Корниенко (ur. 13 marca 1961 w Piterce) – radziecki łyżwiarz figurowy, startujący w parach sportowych z Jeleną Bieczkie. Brązowy medalista mistrzostw Europy (1986), medalista zawodów międzynarodowych oraz brązowy medalista mistrzostw Związku Radzieckiego (1984).

## Osiągnięcia
Z Jeleną Bieczkie
| Zawody                     | 80–81          | 81–82          | 82–83          | 83–84          | 84–85          | 85–86          | 86–87          |                |                |                |                |                |                |                |                |                |                |
| Międzynarodowe             | Międzynarodowe | Międzynarodowe | Międzynarodowe | Międzynarodowe | Międzynarodowe | Międzynarodowe | Międzynarodowe | Międzynarodowe | Międzynarodowe | Międzynarodowe | Międzynarodowe | Międzynarodowe | Międzynarodowe | Międzynarodowe | Międzynarodowe | Międzynarodowe | Międzynarodowe |
| -------------------------- | -------------- | -------------- | -------------- | -------------- | -------------- | -------------- | -------------- | -------------- | -------------- | -------------- | -------------- | -------------- | -------------- | -------------- | -------------- | -------------- | -------------- |
| Mistrzostwa Europy         |                |                |                |                |                | 3              |                |                |                |                |                |                |                |                |                |                |                |
| Nebelhorn Trophy           |                |                |                |                | 1              |                |                |                |                |                |                |                |                |                |                |                |                |
| Prague Skate               |                |                | 2              |                |                |                | 2              |                |                |                |                |                |                |                |                |                |                |
| Prize of Moscow News       |                |                |                | 3              | 3              | 3              | 2              |                |                |                |                |                |                |                |                |                |                |
| Skate America              |                |                |                |                |                | 2              |                |                |                |                |                |                |                |                |                |                |                |
| Skate Canada International |                |                |                |                | 1              |                |                |                |                |                |                |                |                |                |                |                |                |
| St. Ivel International     |                |                |                |                | 1              |                |                |                |                |                |                |                |                |                |                |                |                |
| Zimowa uniwersjada         |                |                |                |                |                |                | 2              |                |                |                |                |                |                |                |                |                |                |
| Krajowe                    |                |                |                |                |                |                |                |                |                |                |                |                |                |                |                |                |                |
| Mistrzostwa ZSRR           |                | 6              |                | 3              | 4              | 5              |                |                |                |                |                |                |                |                |                |                |                |
| Spartakiada                |                |                |                |                |                | 2              |                |                |                |                |                |                |                |                |                |                |                |
| Puchar ZSRR                | 5              |                | 2              | 1              | 2              |                |                |                |                |                |                |                |                |                |                |                |                |